# Luisa Silei
Luisa Silei (17 février 1825 à Florence, 5 février 1898 à Rome) est une artiste peintre italienne qui a peint principalement des paysages. 

## Biographie
Luisa naît et réside à Florence en Italie. Elle étudie avec Carlo Marko. Elle expose en 1883, à Rome : Dawn is Near et A trip in Autumn. À l'Exposition des Beaux-Arts de Turin en 1884, elle expose : Il sorger della Luna et dans le même temps, à l'Exposition de la Société d'encouragement des Beaux-Arts de Florence : Flowers qui en 1885, a été ré-exposée à la même Exposition. Elle participe également à l'exposition florentine des beaux-arts de 1882. L'une de ses œuvres maîtresses est Reminiscenze del Lago d'Orbetello.

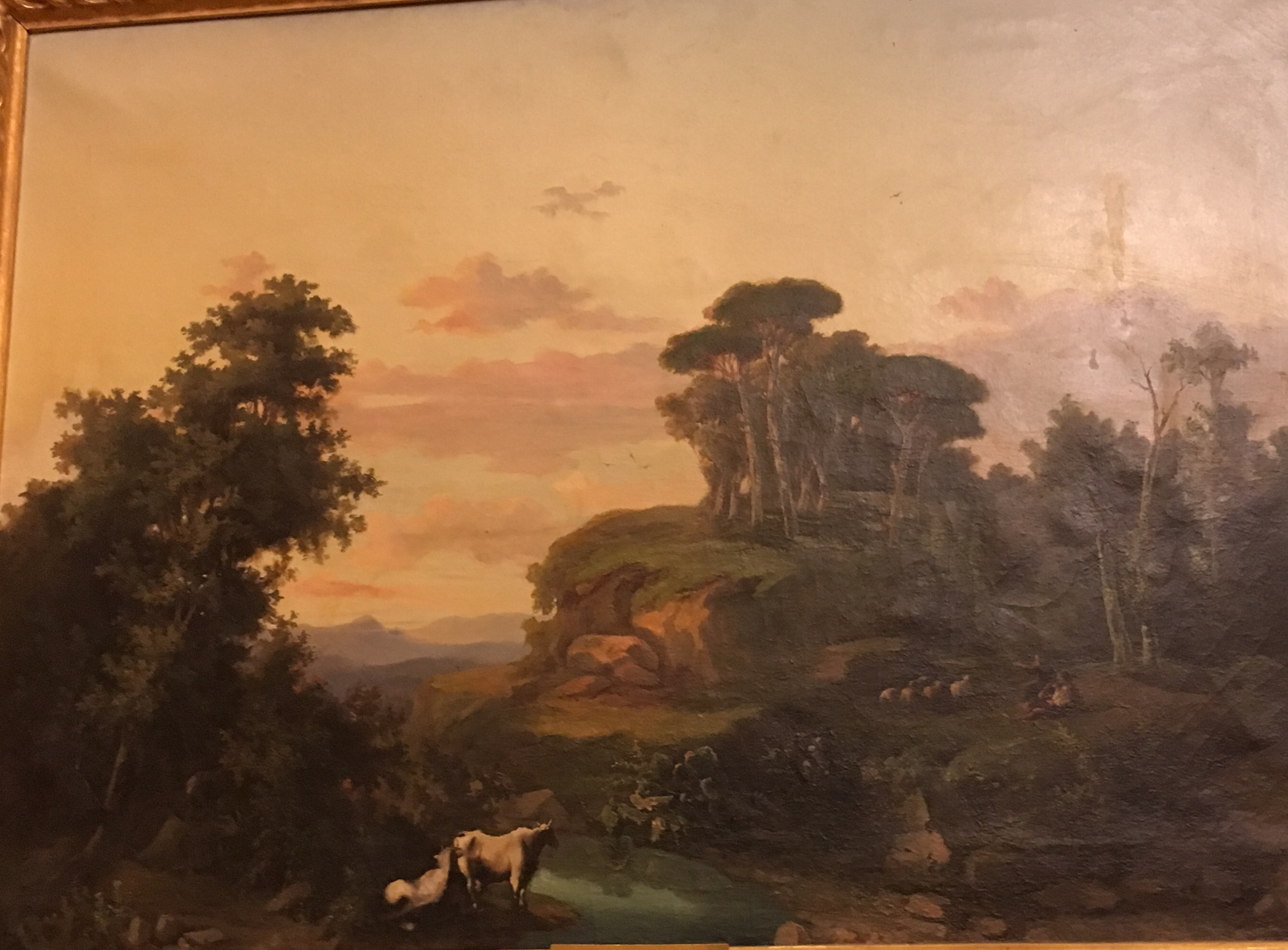
Paysage de Luisa Silei.